# Sérénade au Texas
Pour plus de détails, voir Fiche technique et Distribution.
Sérénade au Texas est un film français réalisé par Richard Pottier, sorti en 1958.

## Synopsis
Vendeur de musique et chanteur à l'occasion, Jacques Gardel apprend par maître Jérôme Quilleboeuf qu'il hérite de terrains pétrolifères situés à Big Bend au Texas. Partis reconnaître les lieux et à bout de ressources, les deux hommes sont recueillis par des comédiens ambulants : Roderick et ses deux filles : Sylvia et Rose qui les aideront à nettoyer Big Bend des terribles « cavaliers noirs » menés par Dawson le banquier de la ville. Tout se terminera par des bagarres, des chants et des danses.

## Fiche technique
- Réalisation : Richard Pottier, assisté de Claude Him, André Frey, Alain Bertrand
- Scénario : Richard Pottier
- Adaptation : Richard Pottier, Jean Ferry
- Dialogue : Jean Ferry
- Décors : Rino Mondellini, Pierre Guffroy, Jacques Dugied
- Costumes : Marie-Claude Fouquet
- Photographie : Lucien Joulin eastmancolor
- Opérateur : Guy Suzuki, assisté de René Guissart, Jean Bénézech, Marcel Gilot
- Musique : Francis Lopez
- Chansons : Francis Lopez, Camille François - Ma chérie, Quand j'ai trop de peine, Pour l'amour d'une belle, Sérénade au Texas, Pietro Codini, Femmes que vous êtes jolies, A dada (Bourvil), Les pruneaux (Bourvil)
- Arrangements musicaux : Paul Bonneau, Jacques-Henry Rys
- Chorégraphie : Lee Sherman
- Son : Henri Coutellier
- Montage : Maurice Serein, assisté de Liliane Fattori
- Tournage du 17 avril au 12 juin 1958, dans l'arrière pays de Vence et le plateau de Caussols (Provence). Studios Francoeur et de la Victorine.
- Maquillage : Boris et Liliane de Banow
- Coiffures : Denise Lemoigne
- Script-girl : Alice Ziller
- Photographe de plateau : Henri Caruel, Yves Mirkine
- Régisseur : André Hoss
- Régisseur extérieur : Robert Turlure
- Maquettes et costumes music-hall : Jean-Pierre Ponnelle
- Accessoiriste de plateau : Raymond Lemoigne, Jean Beylieu (pour les meubles)
- Chef de production : Suzanne Goosens
- Production et distribution : Jason Films
- Pays :  France
- Genre : Western , Comédie musicale
- Durée : 98 minutes
- Date de sortie : 
  - France : 17 décembre 1958
- Visa d'exploitation : 20722

## Distribution
- Luis Mariano : Jacques Gardel, le vendeur de musique
- Bourvil : Maître Jérôme Quilleboeuf, notaire
- Sonja Ziemann (voix française : Claire Guibert) : Sylvia Roderick, la Rousse
- Germaine Damar : Rose Roderick, la Blonde
- Yves Deniaud : Roderick, le théâtre ambulant
- Arlette Poirier : Dolorès, la tenancière du saloon
- René Blancard : Le shériff de "Big Bend"
- Robert Rocca : Le fonctionnaire franco-américain
- Jean Paqui : Abner Dawson, banquier et chef des voleurs
- Paul Mercey : Bill, le tenancier du saloon
- Gil Delamare : Harry, le cow-boy amoureux de Rose
- André Philip : Le commissaire mécontent
- Albert Michel : Albert, un employé du magasin
- Jean-François Martial : Le cow-boy bègue
- Henri Arius : L'épicier
- Micheline Gary : Denise
- Liliane Bell et les Blue Bell Girls du Lido

Non Crédités :
- Lucien Raimbourg : Ben
- Miguel Gamy : Clark, un fermier menacé
- Jacqueline Georges : Dorothy
- Nicole Jonesco : Rita
- Jean Sylvain : Le garçon du restaurant